# Qingquan, Chongqing
Qingquan (kinesiska: 清泉) är en socken i sydvästra Kina. Den ligger i häradet Youyang i storstadsområdet Chongqing,  omkring 200 kilometer sydost om det centrala stadsdistriktet Yuzhong. Antalet invånare är 5459. Befolkningen består av 2 659 kvinnor och 2 800 män. Barn under 15 år utgör 24,0 %, vuxna 15-64 år 62 %, och äldre över 65 år 12,0 %.